# Tallium-trinitrát
A tallium-trinitrát egy kémiai vegyület. Képlete Tl(NO3)3. Általában trihidrátként fordul elő. Színtelen, erősen toxikus, szilárd anyag. Erős oxidálószer a nitrát- és a tallium(III)-ion is. Bomlásakor nitrogén-oxidok keletkezhetnek. Bőrrel való érintkezése különösen veszélyes. Vízben oldva bomlik. Inkompatibilis az erős redukálószerekkel.

## Fordítás
Ez a szócikk részben vagy egészben  a   Thallium(III) nitrate című angol Wikipédia-szócikk ezen változatának fordításán alapul.  Az eredeti cikk szerkesztőit annak laptörténete sorolja fel. Ez a jelzés csupán a megfogalmazás eredetét és a szerzői jogokat jelzi, nem szolgál a cikkben szereplő információk forrásmegjelöléseként.